# Haruhisa Hasegawa
Haruhisa Hasegawa (jap. 長谷川 治久, Hasegawa Haruhisa; * 14. April 1957 in Kobe, Präfektur Hyōgo) ist ein ehemaliger japanischer Fußballspieler.

## Nationalmannschaft
1978 debütierte Hasegawa für die japanische Fußballnationalmannschaft. Hasegawa bestritt 15 Länderspiele und erzielte dabei vier Tore.

## Errungene Titel
- Japan Soccer League: 1980

## Persönliche Auszeichnungen
- Japan Soccer League Best Eleven: 1982